# 락채은
락채은(본명: 이채은, 1989년 8월 29일 ~ )은 대한민국의 모델 겸 방송인이다.

## 학력
- 서해고등학교 졸업
- 동덕여자대학교 피아노과 (졸업)

## 출연

### 방송
- QTV 《다이아몬드 걸 시즌 2》 (2012년)
- 온스타일 《겟 잇 뷰티》 (2013년)
- XTM 《HOMME 2014》 (2014년)

### 뮤직비디오
- 은하연합 - 〈호우주의보〉 (2013년)
- 산이 - 〈바디랭귀지 (Feat. 범키)〉 (2014년)
- 한동근 - 〈읽지 않음〉 (2014년)
- 사이먼 도미닉 - 〈₩ & Only (Feat. 박재범)〉 (2015년)

## 경력
- 2013년 미스코리아 미스경기
- 2013년 쎄시디지털
- 2014년 오픈마켓 프라이데이
- 2014년 빈티지샵 슈가편
- 2014년 빅사이즈 바이네임
- 2014년 드레스 더 디너피티
- 2014년 메이 스튜디오
- 2014년 루미에스튜디오
- 2014년 섬스튜디오
- 2014년 츄

## 수상
- 2012년 제2회 가야농장 광고모델 선발대회 최우수상
- 2013년 제3회 베어파우 브랜드 오디션 미스메도우